# Timofey Nastyukhin
Timofey Nastyukhin (República Socialista Soviética de Kazajistán, Unión Soviética; 24 de noviembre de 1989) es un artista marcial mixto ruso que actualmente compite en la categoría de peso ligero de ONE Championship, donde está en la posición #3 del ranking de peso ligero de ONE. Es un ex-campeón mundial de Pancracio de FILA.

## Primeros años
Nastyukhin nació en la República Socialista Soviética de Kazajistán, pero tras la caída de la Unión Soviética, su familia se trasladó a Siberia. Fue intimidado por su ascendencia kazaja y se introdujo en las artes marciales como una forma para combatir el acoso que recibía. Nastyukhin tuvo éxito en el Pancracio donde se convirtió en un cuatro veces campeón nacional y un dos veces campeón europeo.
El éxito de Nastyukhin en el Pancracio hizo que transicionara a las artes marciales mixtas sin problemas.

## Carrera de artes marciales mixtas
Nastyukhin hizo su debut en MMA el 26 de abril de 2010, en Siberian League: Siberia vs. Ural. Perdió por rear-naked choke ante Magomed Guseinov. Nastyukhin tenía sólo 18 años en el momento de su debut, y luego de su derrota estuvo casi tres años lejos del deporte para mejorar sus habilidades.
El 8 de abril de 2013, Nastyukhin regresó a la acción y comenzó a una racha de siete victorias consecutivas que llevaría a firmar con ONE Championship contra Dmitry Ermolaev en Siberian League: Siberia vs. Kazakhstan. Ganó la pelea por sumisión (triangle choke) en el primer asalto.

### ONE Championship
El 5 de diciembre de 2014, Nastyukhin debutó en ONE Championship contra Eduard Folayang. Ganó la pelea por una de manera contundente por KO en el primer asalto con una rodilla voladora y soccer kicks.
En ONE Championship: Defending Honor el 11 de noviembre de 2016, Nastyukhin enfrentó a Kotetsu Boku. Durante el primer asalto, Nastyukhin se rompió la pierna. Aunque fue capaz de terminar el primer asalto, el médico paró el combate. Nastyukhin no regresaría hasta agosto de 2017.
En el round de apertura del Grand Prix de Peso Ligero de ONE el 31 de marzo de 2019, Nastyukhin enfrentó al debutante Eddie Alvarez. Alvarez, un ex-campeón mundial de peso ligero de Bellator y UFC, estaba buscando en búsqueda de otro título mundial. Nastyukhin sorprendió al amplio favorito noqueándolo en el primer asalto. Sin embargo, por una lesión, Nastyukhin no pudo competir en las semifinales del Grand Prix.
El 6 de noviembre de 2020, Nastyukhin regresó a la acción enfrentando al rankeado #3 de peso ligero, Pieter Buist, en ONE Championship: Inside the Matrix 2 en una eliminatoria titular por el Campeonato de Peso Ligero de ONE. Ganó la pelea por decisión unánime y aseguró una oportunidad titular contra Campeón Mundial de Peso Ligero de ONE Christian Lee.
La oportunidad titular de Nastyukhin se materializó contra Christian Lee en ONE on TNT 2, el 14 de abril de 2021. Perdió la pelea por TKO en el primer asalto.
Nastyukhin enfrentó a Dagi Arslanaliev en una revancha en ONE Championship: Winter Warriors el 3 de diciembre de 2021. Perdió la pelea por TKO en el tercer asalto. Ambos peleadores ganaron el recién reintroducido bono de Actuación de la Noche, además del reconocimiento de Pelea del Año 2021 de MMA por parte de ONE Championship.
Nastyukhin enfrentó a Halil Amir en ONE on Prime Video 2, el 30 de septiembre de 2022. Perdió la pelea por nocaut en el segundo asalto.
Nastyukhin está programado para enfrentar a Zhang Lipeng el 6 de octubre de 2023, en ONE Fight Night 15.

## Campeonatos y logros
- ONE Championship
  - Pelea del Año 2021 de MMA vs. Dagi Arslanaliev
  - Actuación de la Noche (Una vez)[20][21]
  - Nocaut más rápido en la historia de ONE Championship (0:06) vs. Rob Lisita

## Récord en artes marciales mixtas
| Récord profesional | Récord profesional | Récord profesional |
| 21 peleas          | 14 Victorias       | 7 Derrotas         |
| ------------------ | ------------------ | ------------------ |
| Nocaut             | 7                  | 5                  |
| Sumisión           | 4                  | 2                  |
| Decisión           | 3                  | 0                  |

| Resultado | Récord | Oponente              | Método                                | Evento                                             | Fecha                    | Ronda | Tiempo | Localización    | Notas                                                    |
| --------- | ------ | --------------------- | ------------------------------------- | -------------------------------------------------- | ------------------------ | ----- | ------ | --------------- | -------------------------------------------------------- |
|           |        | Zhang Lipeng          |                                       | ONE Fight Night 15                                 | 6 de octubre de 2023     |       |        | Bangkok         |                                                          |
| Derrota   | 14–7   | Halil Amir            | KO (golpes)                           | ONE on Prime Video 2                               | 30 de septiembre de 202  | 2     | 0:58   | Kallang         |                                                          |
| Derrota   | 14–6   | Dagi Arslanaliev      | TKO (golpes)                          | ONE Championship: Winter Warriors                  | 3 de diciembre de 2021   | 3     | 0:49   | Kallang         | Actuación de la Noche. Pelea del Año 2021 de MMA de ONE. |
| Derrota   | 14–5   | Christian Lee         | TKO (golpes)                          | ONE on TNT 2                                       | 14 de abril de 2021      | 1     | 1:13   | Kallang         | Por el Campeonato de Peso Ligero de ONE.                 |
| Victoria  | 14–4   | Pieter Buist          | Decisión (unánime)                    | ONE Championship: Inside the Matrix 2              | 6 de noviembre de 2020   | 3     | 5:00   | Kallang         |                                                          |
| Victoria  | 13–4   | Eddie Alvarez         | TKO (golpes)                          | ONE Championship: A New Era                        | 31 de marzo de 2019      | 1     | 4:05   | Tokio           | Cuartos de final del Grand Prix de Peso Ligero de ONE.   |
| Derrota   | 12–4   | Dagi Arslanaliev      | KO (golpes)                           | ONE Championship: Conquest of Heroes               | 22 de septiembre de 2018 | 1     | 1:57   | Yakarta         |                                                          |
| Victoria  | 12–3   | Amir Khan             | Decisión (unánime)                    | ONE Championship: Quest for Gold                   | 23 de febrero de 2018    | 3     | 5:00   | Rangún          | Debut en 170 libras.                                     |
| Victoria  | 11–3   | Koji Ando             | Decisión (unánime)                    | ONE Championship: Kings & Conquerors               | 5 de agosto de 2017      | 3     | 5:00   | Macao           |                                                          |
| Derrota   | 10–3   | Kotetsu Boku          | TKO (parada médica)                   | ONE Championship: Defending Honor                  | 11 de noviembre de 2016  | 1     | 5:00   | Kallang         |                                                          |
| Victoria  | 10–2   | Robert Lisita         | KO (puñetazo y soccer kick)           | ONE Championship: Kingdom of Champions             | 27 de mayo de 2016       | 1     | 0:06   | Bangkok         | Nocaut más rápido en la historia de ONE Championship.    |
| Derrota   | 9–2    | Herbert Burns         | Sumisión (rear-naked choke)           | ONE Championship: Odyssey of Champions             | 27 de septiembre de 2015 | 1     | 3:26   | Yakarta         |                                                          |
| Victoria  | 9–1    | Yusuke Kawanago       | TKO (soccer kicks)                    | ONE Championship: Dynasty of Champions 2           | 20 de junio de 2015      | 1     | 1:32   | Cantón          | Debut en peso pluma.                                     |
| Victoria  | 8–1    | Eduard Folayang       | KO (rodillazo volador y soccer kicks) | ONE Championship: Warrior's Way                    | 5 de diciembre de 2014   | 1     | 3:11   | Manila          |                                                          |
| Victoria  | 7–1    | Sayd-Hamzat Avkhadov  | KO (puñetazo)                         | Absolute Championship Berkut: Grand Prix Berkut 9  | 22 de junio de 2014      | 1     | 0:54   | Grozni          |                                                          |
| Victoria  | 6–1    | Mairbek Makhanov      | KO (puñetazo)                         | Siberian League: Combat Kuzbass 2                  | 12 de mayo de 2014       | 1     | 0:20   | Novokuznetsk    |                                                          |
| Victoria  | 5–1    | Nikolay Romanschikov  | Sumisión (triangle choke)             | Altay Republik MMA League: Throwdown               | 1 de mayo de 2014        | 1     | 0:46   | Gorno-Altaisk   |                                                          |
| Victoria  | 4–1    | Shamil Rafikov        | Sumisión (triangle choke)             | Eurasian Fighting Championship: Siberian Challenge | 23 de febrero de 2014    | 1     | 3:52   | Barnaúl         |                                                          |
| Victoria  | 3–1    | Levon Oganyan         | TKO (golpes)                          | Russian MMA Union: 2013 Russian MMA Super Cup      | 22 de diciembre de 2013  | 1     | 3:10   | Kémerovo, Rusia |                                                          |
| Victoria  | 2–1    | Alexander Vasiliev    | Sumisión (rear-naked choke)           | White Rex: Warrior Spirit                          | 20 de octubre de 2013    | 1     | 0:33   | Novosibirsk     |                                                          |
| Victoria  | 1–0    | Dmitry Yermolaev      | Sumisión (triangle choke)             | Siberian League: Siberia vs. Kazakhstan            | 8 de abril de 2013       | 1     | 1:30   | Novokuznetsk    |                                                          |
| Derrota   | 0–1    | Magomedsaigi Guseinov | Sumisión (rear-naked choke)           | Siberian League: Soberia vs. Ural                  | 26 de abril de 2010      | 1     | 5:43   | Novokuznetsk    |                                                          |